# Даниель Гансер
1. перенаправление Гансер, Даниеле